# Катков, Анатолий Михайлович
Анатолий Михайлович Катков — советский военный, государственный и политический деятель, генерал-майор.

## Биография
Родился в 1899 году в Ярославле. Член КПСС с 1919 года.
С 1918 года — на хозяйственной, общественной и политической работе.
Участник Гражданской войны на Восточном фронте в частях 3-й армии с 1918 по 1920 год.
На 1938 год - начальник ПУР Уральского военного округа.
Участник Великой Отечественной войны с июня 1941 года.
С июня по октябрь 1941 года - начальник Управления политпропаганды Уральского военного округа, член Военного совета Уральского военного округа.
С 20 октября 1941 по 9 июля 1945 года - член Военного совета 22-й армии.
С 9 июля 1945 по июнь 1947 года - член Военного совета Таврического военного округа.
с августа 1950 по сентябрь 1953 года - член Военного совета Донского военного округа.
В отставке с 1955 года.
Избирался депутатом Верховного Совета РСФСР 3-го созыва.
Умер в 1981 году.
Воинские звания
Бригадный комиссар (07.08.1939);
Дивизионный комиссар (19.09.1940);
Генерал-майор (06.12.1942).